# مری کاور جونز
مری کاور جونز (انگلیسی: Mary Cover Jones؛ ۱ سپتامبر ۱۸۹۷ – ۲۲ ژوئیهٔ ۱۹۸۷) روان‌شناس تکوینی و از پیشگامان رفتاردرمانی آمریکایی با وجود سلطه مردان در این زمینه در بیشتر قرن بیستم بود. ژوزف ولپی وی را به‌خاطر مطالعه معروفش در مورد پیتر که پسربچه‌ای سه ساله بود و توسعه حساسیت‌زدایی «مادر رفتاردرمانی» نامید.